# Stara Dąbrowa (gmina)

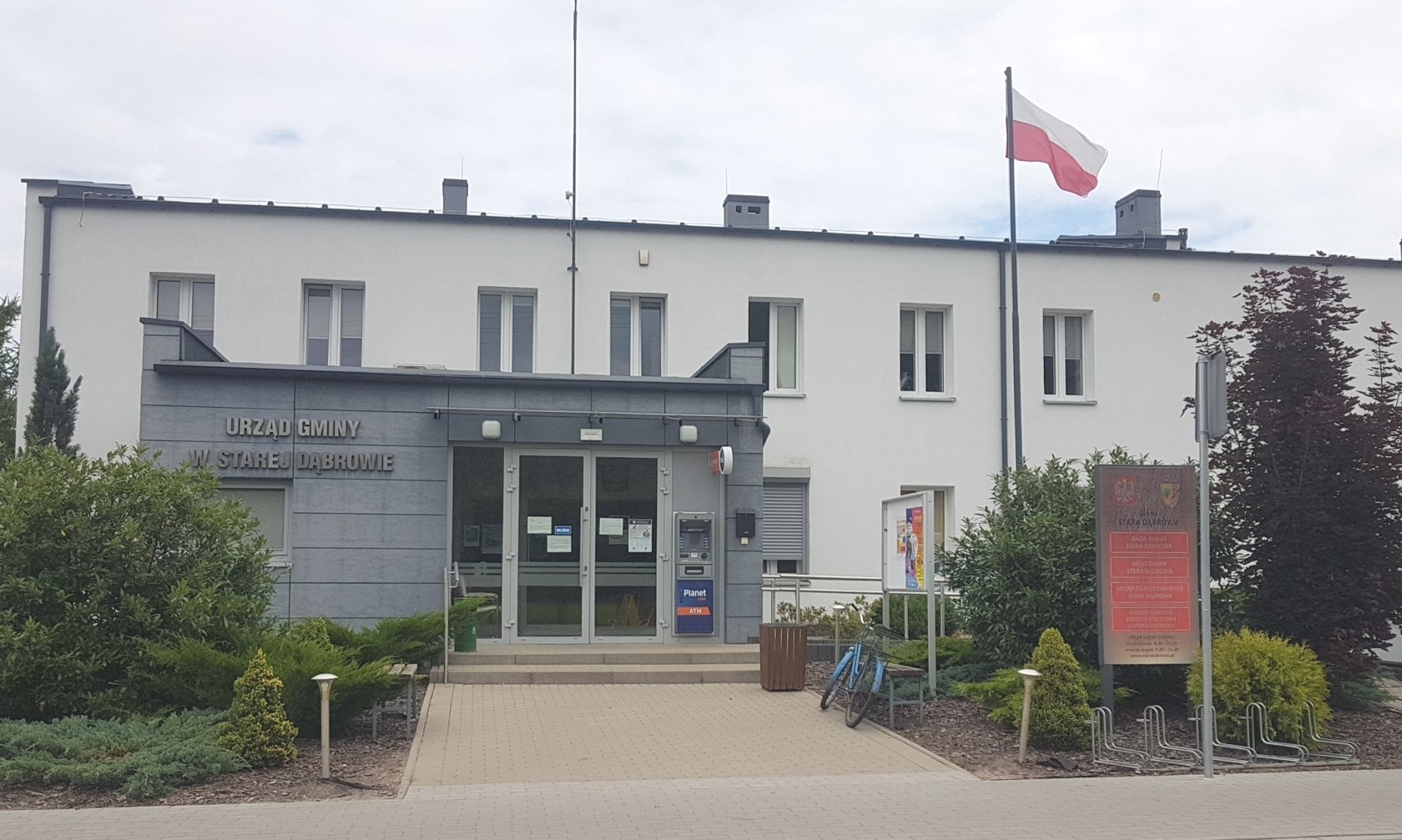
Urząd Gminy w Starej Dąbrowie

Stara Dąbrowa (do 1954 gmina Dąbrowa) – gmina wiejska w województwie zachodniopomorskim, w północnej części powiatu stargardzkiego. Siedzibą gminy jest wieś Stara Dąbrowa.
Według danych z 31 grudnia 2009 roku gmina miała 3602 mieszkańców.
Miejsce w województwie (na 114 gmin):

powierzchnia 91., ludność 102.

## Położenie
Według danych z 1 stycznia 2010 powierzchnia gminy wynosi 112,59 km². Gmina stanowi 7,4% powierzchni powiatu.
Sąsiednie gminy: Chociwel, Marianowo i Stargard (w powiecie stargardzkim) i gmina Maszewo (w powiecie goleniowskim).
W latach 1975–1998 gmina położona była w województwie szczecińskim.

## Demografia
Dane z 30 czerwca 2004:
| Opis                              | Ogółem | Ogółem | Kobiety | Kobiety | Mężczyźni | Mężczyźni |
| --------------------------------- | ------ | ------ | ------- | ------- | --------- | --------- |
| jednostka                         | osób   | %      | osób    | %       | osób      | %         |
| populacja                         | 3570   | 100    | 1761    | 49,3    | 1809      | 50,7      |
| gęstość zaludnienia (mieszk./km²) | 31,7   | 31,7   | 15,6    | 15,6    | 16,1      | 16,1      |

Gminę zamieszkuje 3,0% ludności powiatu. 

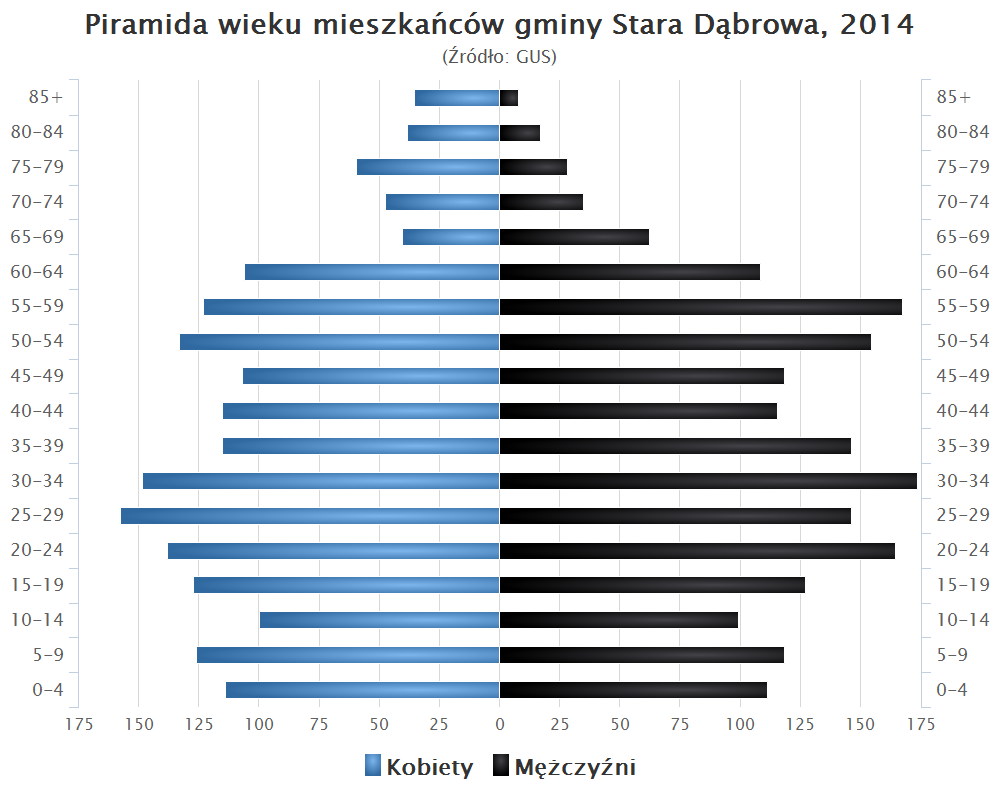
Piramida wieku mieszkańców gminy Stara Dąbrowa w 2014 roku

## Przyroda i turystyka
Gmina leży na Równinie Nowogardzkiej. Przez gminę przepływa rzeka Krąpiel (dopływ Iny) dostępna dla kajaków. Jedyne lasy w gminie występują w okolicach wsi Chlebówko. Jedną z atrakcji turystycznych gminy była kursująca do niedawna kolej wąskotorowa. Tereny leśne zajmują 9% powierzchni gminy, a użytki rolne 81%.

## Komunikacja
Przez gminę prowadzą dwie drogi wojewódzkie. Droga nr 106 łączy wieś Łęczycę z drogą lokalną w kierunku Starej Dąbrowy (4 km, do wsi 8 km) i Stargardem (13 km) oraz z Maszewem (7 km). Droga nr 142 oddalona ok. 1 km od Starej Dąbrowy łączy wieś Lisowo (10 km) oraz przez Łęczycę (5 km, najbliższy wjazd na drogę) ze skrzyżowaniem z drogami krajowymi: nr 3 i nr 6 w lasach koło Szczecina (26 km).
Stara Dąbrowa uzyskała połączenie kolejowe w 1895 r. po wybudowaniu odcinka kolei wąskotorowej (rozstaw szyn: 1000 mm) ze Stargardu do Dobrej Nowogardzkiej. W tym samym roku otwarto drugą linię ze Starej Dąbrowy przez Kozy Pomorskie do Ińska. Rok później oddano do użytku odcinek Kozy Pomorskie przez Dobrzany do Poźrzadła Małego, a w 1897 r. z Ińska do Jankowa Pomorskiego Wąsk. wydłużoną do Drawska Pomorskiego Wąsk. w 1910 r. W latach 60. zamknięto, a później także rozebrano linię z Ińska do Drawska Pom. Wąsk. oraz z Dobrzan do Poźrzadła Małego. W 1996 r. zamknięto linię ze Starej Dąbrowy przez Kozy Pomorskie do Ińska i Dobrzan, a w 2001 r. ze Stargardu Szczecińskiego Wąsk. do Dobrej Nowogardzkiej.
W gminie czynny jest 1 urząd pocztowy: Stara Dąbrowa (73-112).

## Miejscowości
WsieBiałuń, Chlebówko, Kicko, Krzywnica, Łęczyca, Nowa Dąbrowa, Parlino, Stara Dąbrowa, Storkówko, Tolcz
OsadyChlebowo, Łęczyna, Rokicie, Rosowo, Storkówko, Załęcze
KolonieŁęczówka, Moskorze, Wiry

## Administracja
W 2016 r. wykonane wydatki budżetu gminy Stara Dąbrowa wynosiły 18,6 mln zł, a dochody budżetu 17,6 mln zł. Zobowiązania samorządu (dług publiczny) według stanu na koniec 2016 r. wynosiły 0 mln zł, co stanowiło 0,1% poziomu dochodów.
Gmina Stara Dąbrowa utworzyła 13 jednostek pomocniczych, będących sołectwami
SołectwaBiałuń, Chlebowo, Chlebówko, Kicko, Krzywnica, Łęczyca, Łęczyna, Nowa Dąbrowa, Parlino, Stara Dąbrowa, Storkówko, Tolcz i Załęcze.
| Nr okręgu | Granice okręgu                                                          | Liczba radnych |
| --------- | ----------------------------------------------------------------------- | -------------- |
| 1         | sołectwo Stara Dąbrowa                                                  | 2              |
| 2         | sołectwo Nowa Dąbrowa                                                   | 1              |
| 3         | sołectwo Kicko                                                          | 1              |
| 4         | sołectwo Krzywnica                                                      | 1              |
| 5         | część sołectwa Łęczyca obejmująca miejscowości: Łęczyca, Moskorze       | 1              |
| 6         | sołectwo Łęczyna                                                        | 1              |
| 7         | sołectwo Parlino                                                        | 1              |
| 8         | sołectwo Storkówko                                                      | 1              |
| 9         | sołectwo Tolcz i część sołectwa Łęczyca obejmująca miejscowość Łęczówka | 1              |
| 10        | sołectwo Białuń                                                         | 1              |
| 11        | sołectwo Chlebówko obejmujące miejscowości Chlebówko, Rokicie, Wiry     | 2              |
| 12        | sołectwo Chlebowo obejmujące miejscowości: Chlebowo, Rosowo             | 1              |
| 13        | sołectwo Załęcze                                                        | 1              |